# Hildagsburg
Die Hildagsburg war eine mittelalterliche Niederungsburg südöstlich des Dorfes Elbeu, einem Ortsteil der Stadt Wolmirstedt im Landkreis Börde in Sachsen-Anhalt. Abgesehen von geringen Wallresten ist nichts erhalten.

## Lage
Der Burgstall befindet sich etwa am heutigen Kreuzungspunkt des Mittellandkanals mit der von Magdeburg nach Stendal führenden Eisenbahnstrecke.

## Geschichte
Die Burg erhob sich ursprünglich direkt am westlichen Ufer der Elbe und beherrschte den Verkehr auf dem Fluss. Entstanden war die Burg bereits im 8. Jahrhundert ursprünglich als slawische Burg. Zum Ende des 10. Jahrhunderts erfolgte der Ausbau der Burganlage. Sie war Sitz der Markgrafen von Hildagsburg. 1129 wurde die Burg durch Markgrafen Albrecht zerstört. Die Burg wurde wiederaufgebaut. Etwa um 1300 begann die Elbe einen östlichen Nebenarm zu bilden, der sich bald zum Hauptarm entwickelte. Die Burg verlor ihre strategische Bedeutung und verfiel. Die an der Hildagsburg befindliche Kapelle wurde 1376 letztmals erwähnt.
Die Reste der Burg wurden beim Bau der von Magdeburg über Wolmirstedt nach Stendal führenden Chaussee im Jahr 1803 als Baumaterial genutzt. Verbliebene Reste verschwanden beim 1927 erfolgten Bau des Mittellandkanals.

## Ausgrabungen
Archäologen haben im Rahmen der umfangreichen Baumaßnahmen zur Rekonstruktion des Mittellandkanals und der Eisenbahnunterführung 2009 mit Ausgrabungen begonnen.